# Vladičanski dvor Pakrac
Vladičanski dvor u Pakracu je rezidencija slavonskih vladika.

## Povijest
Vladičanski dvor sagrađen je 1732. godine na mjestu starije drvene episkopske rezidencije, koju je 1705.godine izgradio episkop Sofronije Podgoričanin i patrijarh  Arsenije III Čarnojević koji je u to vrijeme pohodio ove krajeve u borbi protiv unije. 1732. godine odnosno u vrijeme vladike Nikifora Stefanovića završen je čeoni dio (dio prema sabornoj crkvi). Ostali dijelovi kompleksa Vladičanskog dvora dograđivani su tijekom XVIII i XIX stoljeća.
U sklopu dvorskog kompleksa nalazile su se do 1991. godine:
- kapela posvećena "Blagovijestima",
- stara episkopska knjžnica
- riznica Eparhije slavonske.

Godine 1985. vraćene su stara knjižnica i riznica koje su bile otuđene u Drugom svetskom ratu. Episkopski dvor je tijekom rata 1991. – 1992. godine znatno oštećen, posebno njegova krovna konstrukcija, a kasnijih godina jos više propao.

### Stara episkopska knjižnica i riznica
Stara episkopska knjižnica jedna je od najvrijednijih srpskih knjižnica u Hrvatskoj a i šire. Ovu staru knjižnicu osnovao je još patrijarh Arsenije III Čarnojević, a svaki pakrački, odnosno slavonski episkop ostavljao je svoju knjižnicu ovoj centralnoj eparhijskoj knjižnici. U fondovima ove knjižnice, pored starih rukopisa, bilo je 112 srbulja, najviše čuvanih i sačuvanih u jednoj srpskoj knjižnici. Danas, neizvjesna je sudbina stare Episkopske knjižnice, riznice, galerije episkopskih portreta iz XVIII. i XIX. stoljeća, stilskog namještaja i drugih rariteta. Riznica stare Pakračke eparhije u kojoj su čuvane vrijedne ikone i drugi liturgijski i umjetnički predmeti iz manastira Orahovice, Pakre i Svete Ane i brojnih crkava, bila je od velikog značaja za povijest Srba na ovim prostorima.
U tijeku je obnova unutrašnje zidne konstrukcije dvora i krovne konstrukcije na posljednjem dijelu dvora koji nije pokriven.